# Acer jakelyanum
Acer jakelyanum är en kinesträdsväxtart som beskrevs av Rottenst.. Acer jakelyanum ingår i släktet lönnar, och familjen kinesträdsväxter. Inga underarter finns listade i Catalogue of Life.